# Episodi de I Jefferson (nona stagione)
La nona stagione della serie televisiva I Jefferson è stata trasmessa dal 26 settembre 1982 al 1º maggio 1983 sul canale CBS, posizionandosi al 12º posto nei rating Nielsen di fine anno con il 20,0% di penetrazione.
| nº | Titolo originale                      | Titolo italiano | Prima TV USA      | Prima TV Italia |
| -- | ------------------------------------- | --------------- | ----------------- | --------------- |
| 1  | Laundry Is a Tough Town: Part 1       |                 | 26 settembre 1982 |                 |
| 2  | Laundry Is a Tough Town: Part 2       |                 | 3 ottobre 1982    |                 |
| 3  | Anatomy of a Stain                    |                 | 10 ottobre 1982   |                 |
| 4  | Social Insecurity                     |                 | 17 ottobre 1982   |                 |
| 5  | Charlie's Angels                      |                 | 24 ottobre 1982   |                 |
| 6  | Heere's Johnny                        |                 | 31 ottobre 1982   |                 |
| 7  | A Date with Danger                    |                 | 7 novembre 1982   |                 |
| 8  | Death Smiles on a Dry Cleaner: Part 1 |                 | 21 novembre 1982  |                 |
| 9  | Death Smiles on a Dry Cleaner: Part 2 |                 | 28 novembre 1982  |                 |
| 10 | Appointment in 8-B                    |                 | 12 dicembre 1982  |                 |
| 11 | Poetic Justice                        |                 | 19 dicembre 1982  |                 |
| 12 | How Now Dow Jones                     |                 | 26 dicembre 1982  |                 |
| 13 | The Defiant Ones                      |                 | 2 gennaio 1983    |                 |
| 14 | My Maid... My Wife                    |                 | 9 gennaio 1983    |                 |
| 15 | Mr. Wonderful                         |                 | 16 gennaio 1983   |                 |
| 16 | My Girl, Louise                       |                 | 23 gennaio 1983   |                 |
| 17 | Bodyguards Are People Too             |                 | 30 gennaio 1983   |                 |
| 18 | True Confessions                      |                 | 6 febbraio 1983   |                 |
| 19 | Mr. Clean                             |                 | 13 febbraio 1983  |                 |
| 20 | The Good Life                         |                 | 20 febbraio 1983  |                 |
| 21 | Father's Day                          |                 | 6 marzo 1983      |                 |
| 22 | Change of a Dollar                    |                 | 13 marzo 1983     |                 |
| 23 | Designing Woman                       |                 | 20 marzo 1983     |                 |
| 24 | Double Trouble                        |                 | 27 marzo 1983     |                 |
| 25 | Silver Lining                         |                 | 3 aprile 1983     |                 |
| 26 | The Wheel of Forever                  |                 | 10 aprile 1983    |                 |
| 27 | Personal Business                     |                 | 1º maggio 1983    |                 |